# Corybas orbiculatus
Corybas orbiculatus là một loài thực vật có hoa trong họ Lan. Loài này được (Colenso) L.B.Moore mô tả khoa học đầu tiên năm 1970.